# Железнік
Железнік або Железник (словац. Železník) — село в Словаччині, Свидницькому окрузі Пряшівського краю. Розташоване в північно-східній частині Словаччини в південній частині Низьких Бескидів в долині ріки Топля.
Уперше згадується у 1382 році.

## Храми
У селі є протестантський костел з 2001 року та римо-католицький костел Божого милосердя з 2007 року.

## Населення
| Рік:            | 1994. | 2004.   | 2014.   | 2024.   |
| --------------- | ----- | ------- | ------- | ------- |
| Кількість осіб: | 440   | 465     | 460     | 457     |
| Різниця:        |       | +5,68 % | -1,07 % | -0,65 % |

| Рік:            | 2023. | 2024.   |
| --------------- | ----- | ------- |
| Кількість осіб: | 459   | 457     |
| Різниця:        |       | -0,43 % |

В селі проживає 472 осіб.
Національний склад населення (за даними останнього перепису населення — 2001 року):
- словаки — 100,0%

Склад населення за приналежністю до релігії станом на 2001 рік:
- протестанти — 61,06%,
- римо-католики — 36,60%,
- греко-католики — 1,28%,